# The Witcher: Sirens of the Deep
The Witcher: Sirens of the Deep és una pel·lícula d'animació de drama fantàstic del 2025 ambientada a l'univers Wiedźmin. Va ser dirigit per Kang Hei Chul i escrit per Mike Ostrowski i Rae Benjamin. S'ha subtitulat al català.

## Repartiment
- Doug Cockle com a Geralt de Rivia
- Joey Batey com a Jaskier
- Anya Chalotra com a Yennefer de Vengerberg
- Christina Wren com Essi Daven
- Emily Carey com a Sh'eenaz

## Producció
El setembre de 2021 al festival Tudum, Netflix va anunciar per primera vegada el desenvolupament d'un segon llargmetratge animat després de The Witcher: Nightmare of the Wolf.  En els mesos següents, el productor executiu Tomek Baginski va declarar que la pel·lícula es basaria directament en un llibre d'Andrzej Sapkowski de la saga Wiedźmin en lloc de crear una nova història a partir del material que Sapkowski indica al llarg de la sèrie. Més tard, es va revelar que seria el conte "Trochę poświęcenia" de Miecz przeznaczenia quan Netflix també va revelar el títol The Witcher: Sirens of the Deep en un tràiler d'avenç. Netflix va col·laborar amb l'empresa sud-coreana Studio Mir, amb l'Studio IAM i Platige Image i amb Hivemind, com havia sigut amb Nightmare of the Wolf. L'anunci també incloïa la data de l'estrena per al 2024 i la llista de repartiment. Després que Henry Cavill abandonés el projecte, Doug Cockle va tornar a posar veu al personatge de Geralt de Rivia com ho havia fet a la sèrie de videojocs. Joey Batey i Anya Chalotra repetirien els seus papers de la sèrie d'imatge real, i Christina Wren es va unir al repartiment. Finalment, la pel·lícula es va retardar fins a l'11 de febrer de 2025.